# Paese Alto
Paese Alto (Sudèndre in dialetto sambenedettese, "su dentro", indica il nucleo urbano più antico della città ) già quartiere Castello, è un quartiere di San Benedetto del Tronto, collocato su un modesto rilievo rispetto al centro cittadino. Punto di riferimento della città e cuore dell'antico centro storico.
Il Paese Alto ospita quello che fu il primo nucleo abitativo della città. Ospita infatti i resti di una Villa Marittima di epoca romana del I secolo a.C., la Chiesa di San Benedetto Martire risalente all'XI secolo e la Torre dei Gualtieri.
Caratterizzano la pavimentazione di strade e piazze, della parte più antica del borgo, i sampietrini e inserti di lastre di pietra basaltica. Dal 2019 parte del borgo è zona a traffico limitato,e nel 2023 è stato realizzato un percorso per ipovedenti, che consente di collegare l'area pedonale del centro cittadino con Piazza Giuseppe Sacconi nel vecchio incasato.Oggi il Paese Alto è un quartiere turistico con diverse strutture ricettive e punti di ristoro, molto frequentato specialmente nel periodo estivo e natalizio.

## Geografia fisica
L'antico borgo medievale sorge su una collina di modesta altitudine (30 m s.l.m.) a circa un chilometro dalla linea costiera. Si estende in una zona prettamente collinare, dove è situato il punto più alto del quartiere in Contrada marinuccia, il monte di "Bruciccio" (125 m s.l.m.), tragicamente conosciuto in città per la morte di quattro bambini, che il primo aprile del 1949 recuperarono in una grotta del monte materiale bellico, che scambiarono per pezzi di ferro da poter rivendere.

## Storia
I primi insediamenti abitativi del vecchio incasato sono databili fra la prima metà del I secolo a.C. e la prima metà del I secolo d.C., con i ritrovamenti archeologici avvenuti nell'estate 2010 che hanno messo in discussione l'origine medievale del vecchio incasato e della città. Sono stati rinvenuti molti reperti risalenti a epoca romana, tra cui una vasca, un mosaico di tessere bianche con cornici nere e un angolo di muro di un edificio con affreschi parietali di colore rosso tipici della fase decorativa romana risalente all'età neroniana o flavia.

L'"Arco di Fiorà" fu commissionato dalla famiglia Fiorani,venne costruito nel 1856 arco a tutto sesto (un arco semicircolare), realizzato seguendo le tecniche e lo stile architettonico tipici del XVI secolo. Fù distrutto dai tedeschi in ritirata nel 1944, era situatao via dei Vetturini oggi via Elio Fileni

Il primo documento certo che menziona il piccolo centro chiamato Castrum Sancti Benedicti risale al 998. Edificato con il nome “Plebs Sancti Benedicti in Albula” (Il popolo di San Benedetto in Albula), dal nome del santo patrono San Benedetto Martire e dal torrente Albula. Nei primi anni dopo l'edificazione, il piccolo villaggio, trovandosi lungo la costa, era esposto ad ogni scorreria e saccheggio da parte di barbari e saraceni.
Nel 1145 vi fu il primo insediamento dal Regno di Napoli: la famiglia Gualtieri ottenne dal vescovo Liberto di Fermo un appezzamento di terra necessario a realizzare un castello sul colle dove sorge la pieve di San Benedetto Martire.

Le macerie dopo il bombardamento nei pressi di "Porta da Mare"

Nel 1491 i fermani si rivolsero al Papa Innocenzo VIII per ottenere il permesso di distruggere il castello di San Benedetto data l'aria malsana, per ricostruirlo in luogo più salubre. Ci fu un passo indietro, Il castello non fu toccato, il papa autorizzava i sambenedettesi ad ampliare il castello. Nel 1571 Fermo diede la possibilità di aprire le porte del castello e la gente iniziò a popolare e costruire lungo la spiaggia. Anche in quel periodo si verificarono in continuazione sbarchi di Turchi. Nonostante siano anni di timori, di apprensioni e spavento il popolo sambenedettese non perde il coraggio e continua la sua espansione lungo la spiaggia.
Il 27 novembre 1943 il vecchio incasato, come tutta la città di San Benedetto, subì un pesante bombardamento aereo dalle forze alleate, gran parte del Paese Alto venne distrutto, ci furono oltre venti morti e cento feriti.

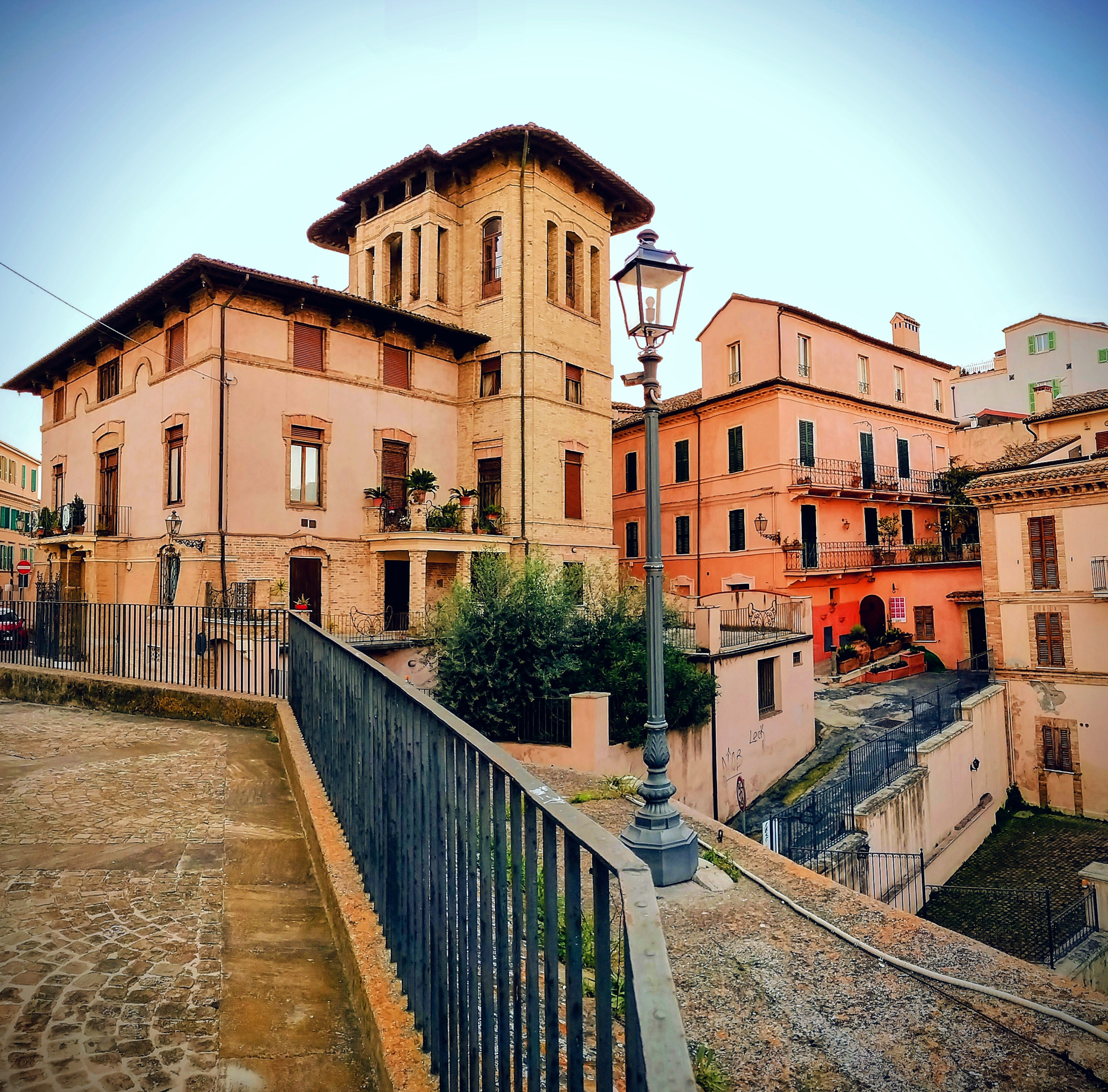
Scorcio dell'attuale borgo medievale

Dal 2020 è anche area archeologica, poiché sede del ritrovamento nel 2010 dei resti di una domus marittima di epoca romana.

## Monumenti e luoghi d'interesse

### Il Sottosuolo
Il sottosuolo del antico borgo del Paese Alto è attraversato da una grande rete di cunicoli, realizzati tra il I secolo a.C. e I secolo d.C., XIII e XIV secolo fino ad ottocento inoltrato. A seguito di studi, rilevazioni sono state mappate circa 50 grotte, ma si presuppone che altre siano sfuggite per successive modifiche agli accessi. Non tutte sono percorribili a causa dei riempimenti e crolli, ma è probabile che in origine molte fossero collegate fra loro.

### Architetture storiche e militari
- Mura castellane, oltre al Torrione della rocca rimangono avanzi di mura castellane della fortificazione estesa intorno al borgo antico e due porte, che nei secoli hanno subito rifacimenti e trasformazioni. La porta principale conserva caratteristiche murarie che denotano un preesistente ponte levatoio. La porta antica fu rimaneggiata nel 1600. Durante i lavori di sterro per costruire, fu rinvenuto un mattone che porta incisa la data 1691, faceva parte di un arco delle infinite gallerie che diramano sotto il castello e nel borgo antico del Paese Alto. Racchiude il nucleo medievale della città, per un perimetro di circa 500 metri. 
  - Dal 2022, sono in atto lavori di riqualificazione e restauro di alcuni tratti delle mura storiche.[22][23]

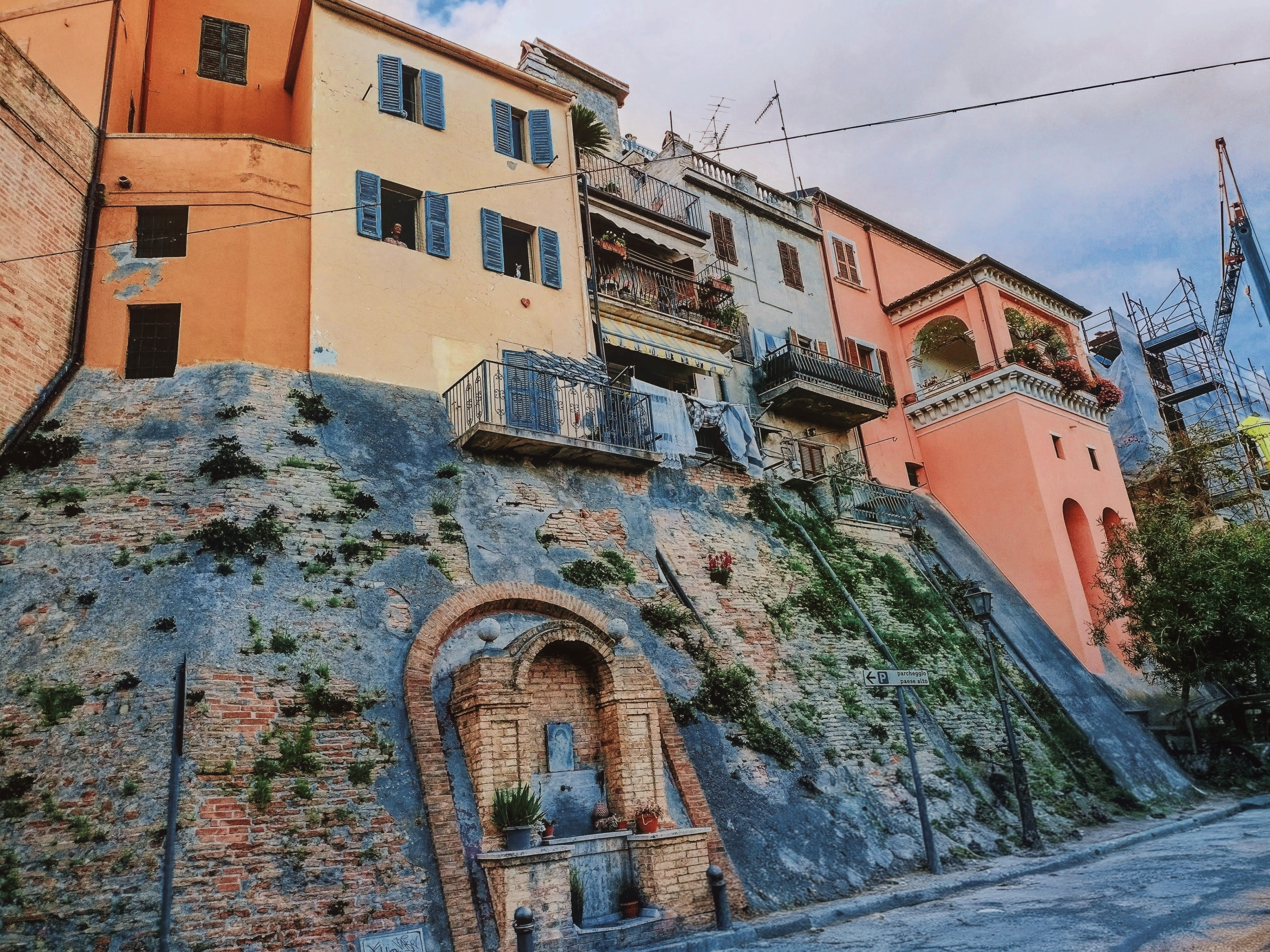
Cinta muraria in via del Consolato
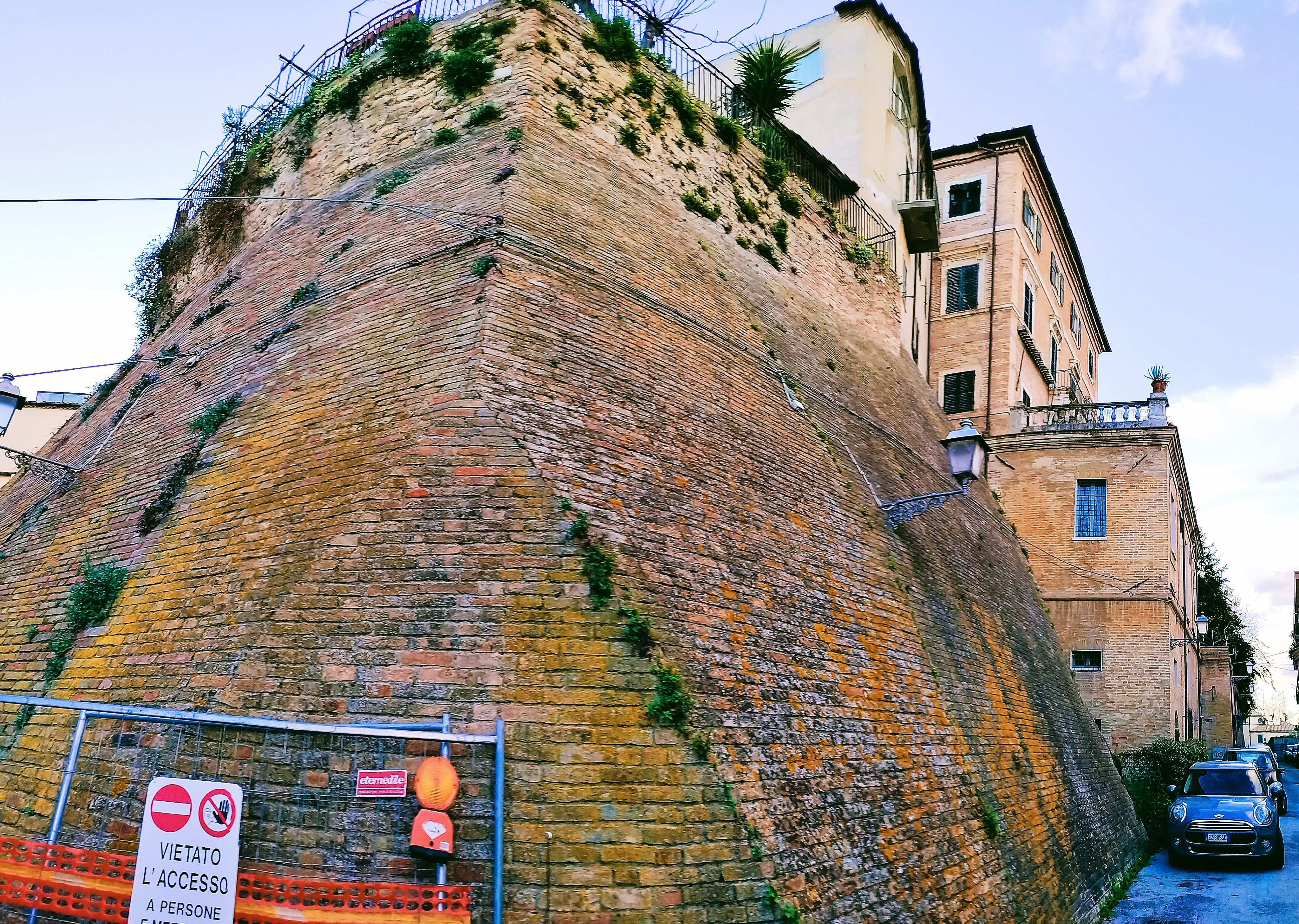
Cinta muraria in via dei Bastioni
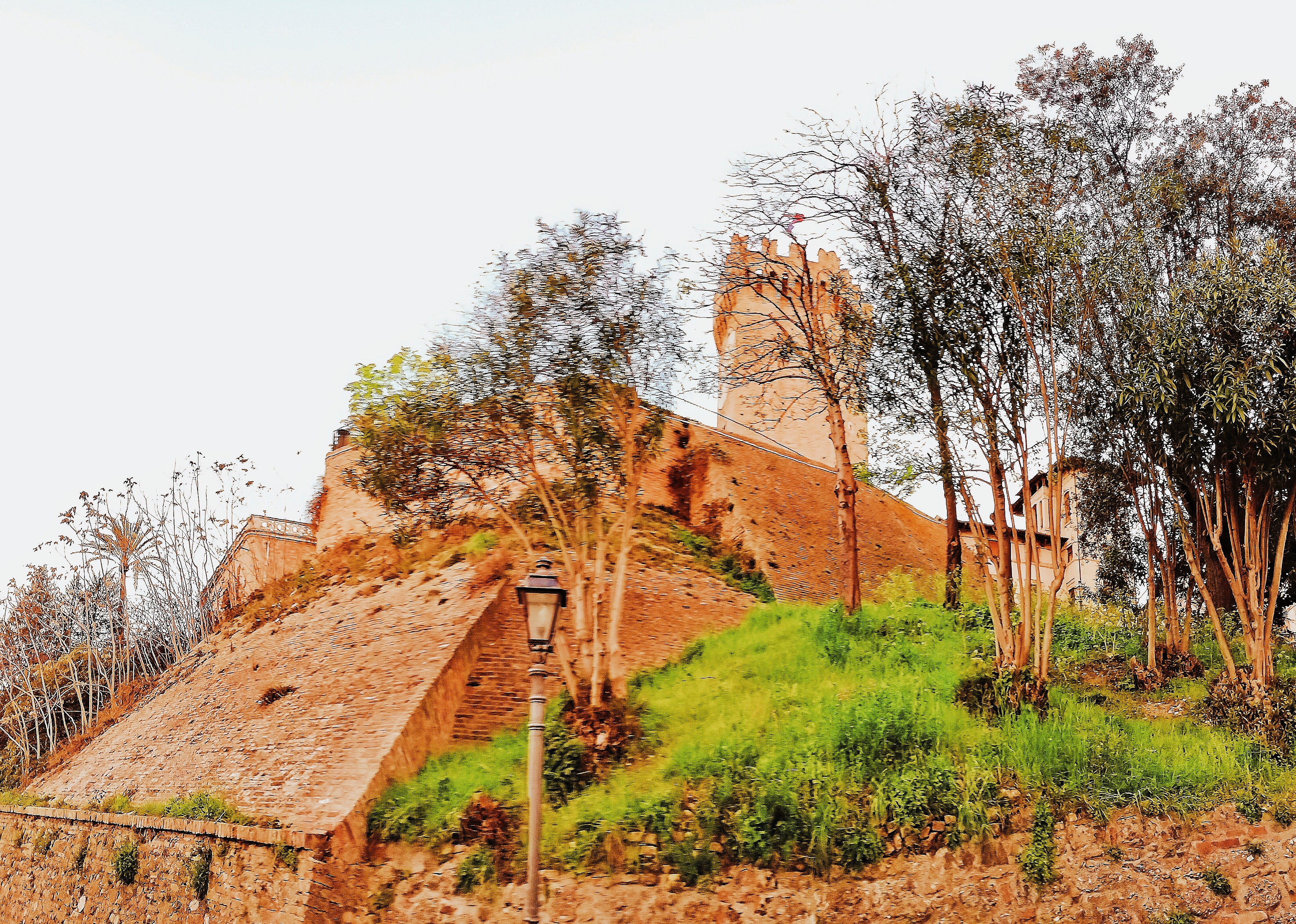
Mura del Castello in via Forte

- Torre dei Gualtieri,  Più propriamente denominato "Mastio della Rocca" e più popolarmente noto come "Torrione" (lu Turriò o lu Campanò in dialetto sambenedettese) è forse l'elemento più rappresentativo della città, spiccando dall'altura del Paese Alto a dominare l'intero abitato.Risalente al XIII secolo, è a pianta esagonale allungata a guisa di nave con la sua prua verso il mare, la poppa verso ovest. La tecnica della sua costruzione mirava a schivare colpi frontali dell'attaccante, percorrendo i baluardi a sgembo, realizzati dopo l'invenzione della polvere da sparo. Nel 1901 fu restaurato da Giuseppe Sacconi. In quella occasione, furono consolidati i barbacani, ricostruiti piombatoi e merlatura ed eliminato un antiestetico campanile a vela eretto sulla sommità in epoca posteriore.[24][25]

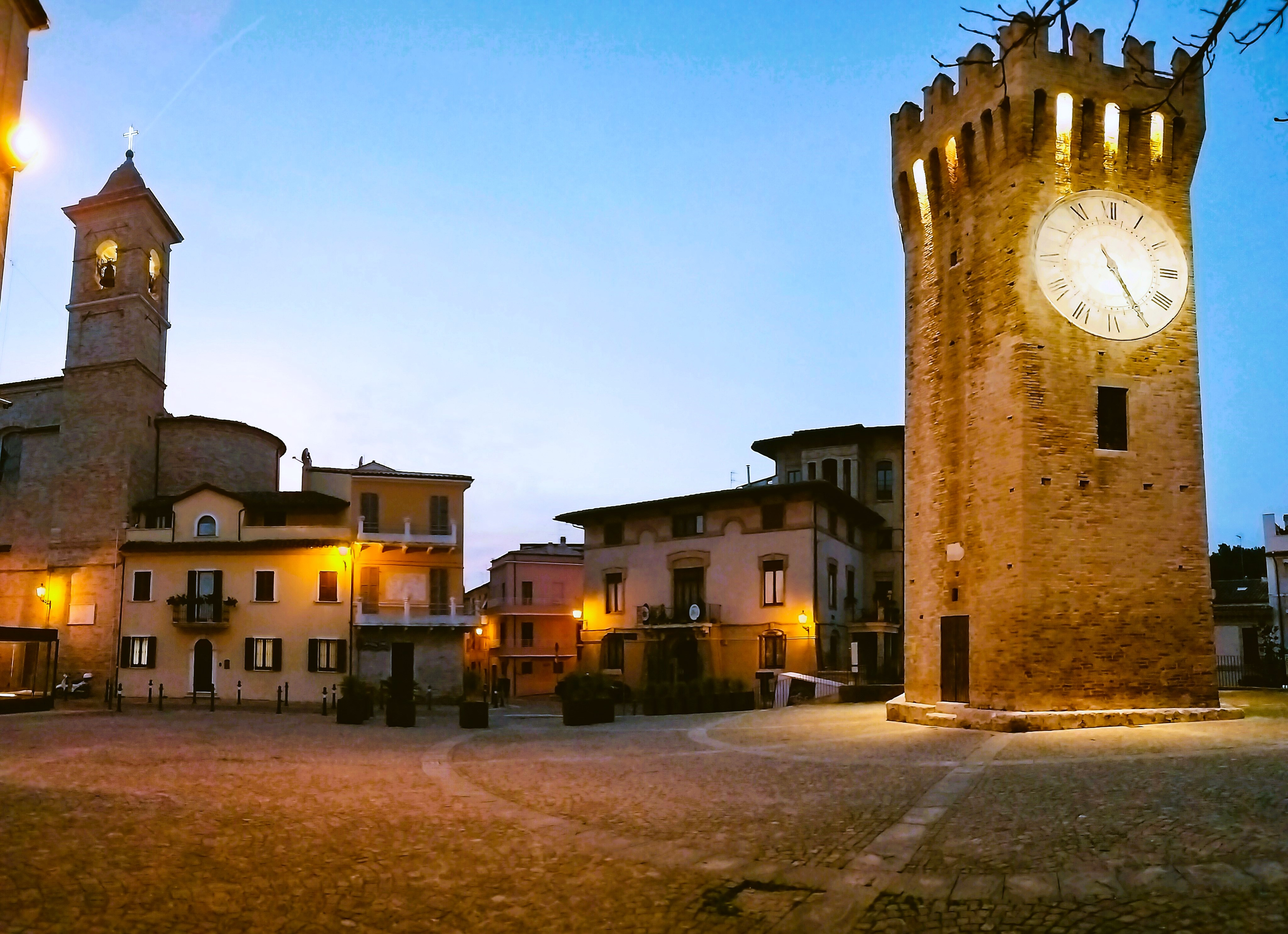
Veduta della Torre in Piazza Sacconi
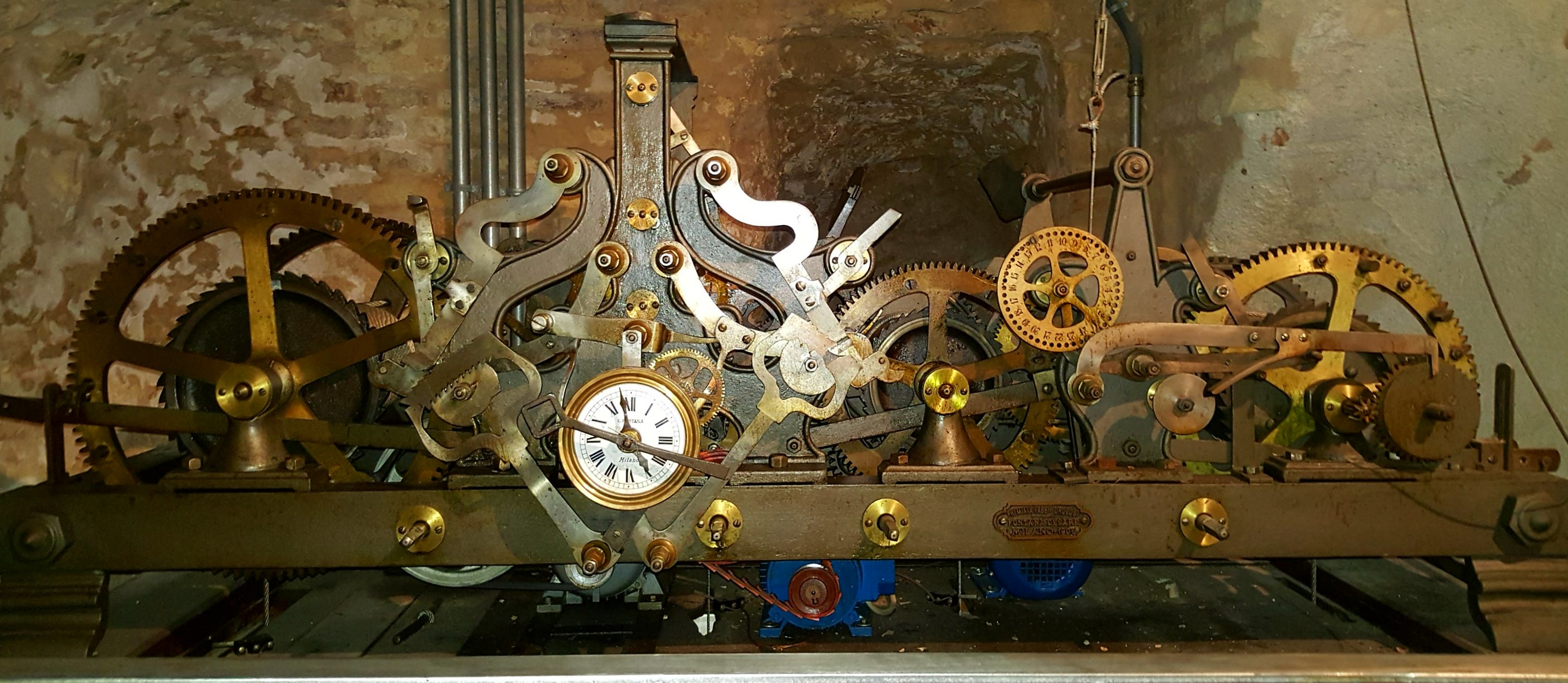
Meccanismo dell'orologio della Torre
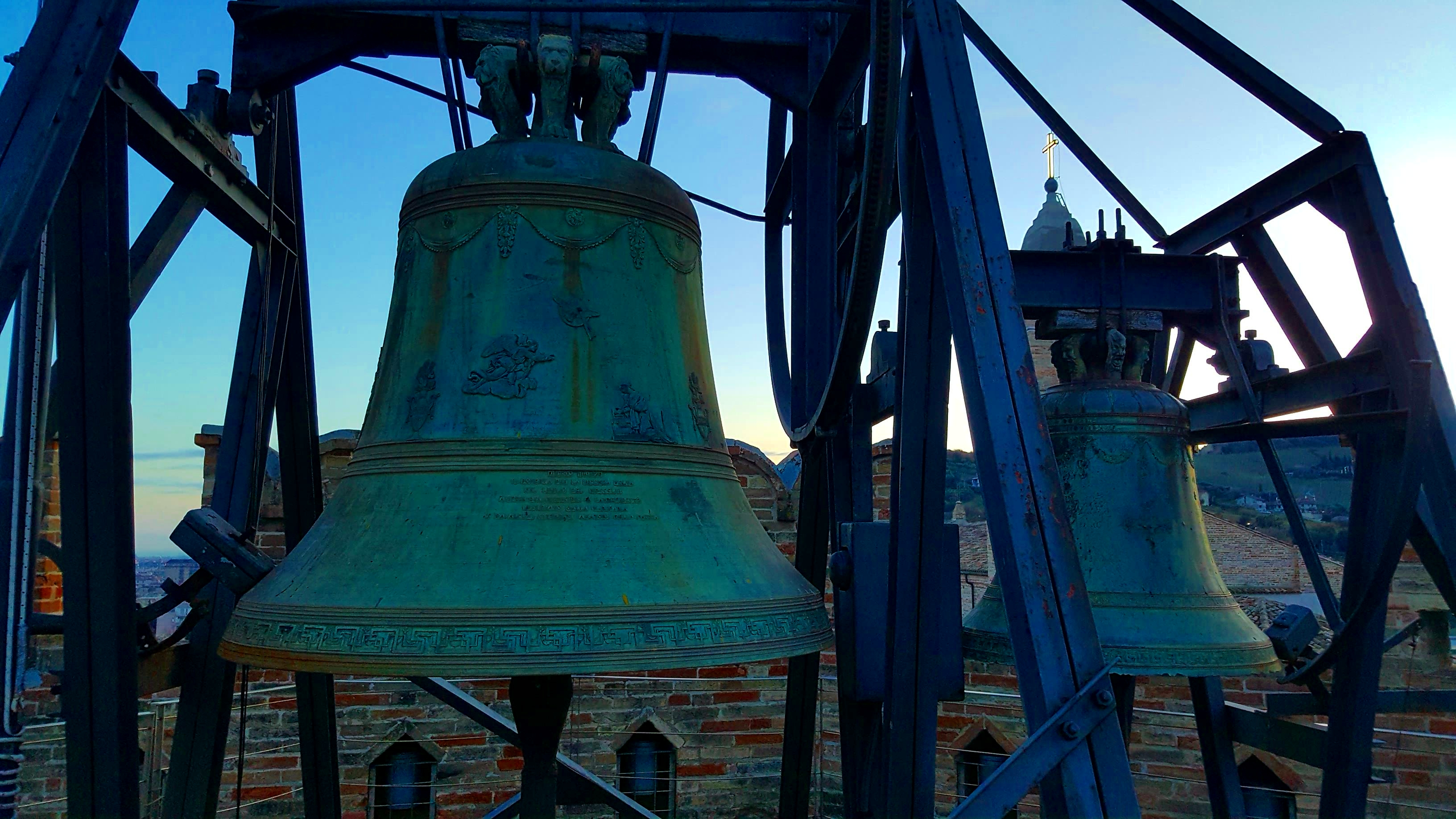
Le campane della Torre

### Architetture religiose
- Chiesa di San Benedetto Martire, Abbazia di San Benedetto del Tronto del XVIII secolo che custodisce la tomba del santo patrono della città.[26][27] La denominazione "Abbazia" risale al 1521, all'interno vi è una lapide funeraria con questa data. Il 12 giugno 1679 vi fece una ricognizione il Vescovo diocesano Monsignor Orsini per la traslazione delle reliquie del martire San Benedetto dalla cripta della cappella. Il primitivo tempio sorse sul sacello dove erano conservate le reliquie del santo, che fu martirizzato tra il 284 e il 304. La chiesa è a navata unica. Oltre all’altare maggiore, vi sono altri sei altari, tre a destra e tre a sinistra. Costruita in stile neoclassico, piuttosto semplice, interamente in laterizio, con facciata con cornici e paraste e timpano in pietra, nella chiesa sono conservate, oltre a reperti, epigrafi e lapidi, diverse altre opere: una pala d'altare del 1707 del pittore fermano Ubaldo Ricci relativa all'ultima cena, una pala della Madonna del Rosario di anonimo del XVI secolo e un'altra della Madonna del Carmelo, sempre di anonimo, del XVIII secolo; inoltre il simulacro dell'Immacolata Concezione realizzata nel 1856, un Cristo Morto della seconda metà dell'Ottocento e soprattutto l'altare di San Benedetto martire con reliquie del Santo. Artistiche vetrate adornano i finestroni che si susseguono al vertice della navata della Abbazia. Vi sono istoriate, nel quadro di policrome simmetrie, le simbologie dei sacramenti: battesimo, confessione, cresima, matrimonio, ordine sacro e unzione dei malati. Sono custodite all'interno le spoglie del Venerato Padre Giovanni dello Spirito Santo.

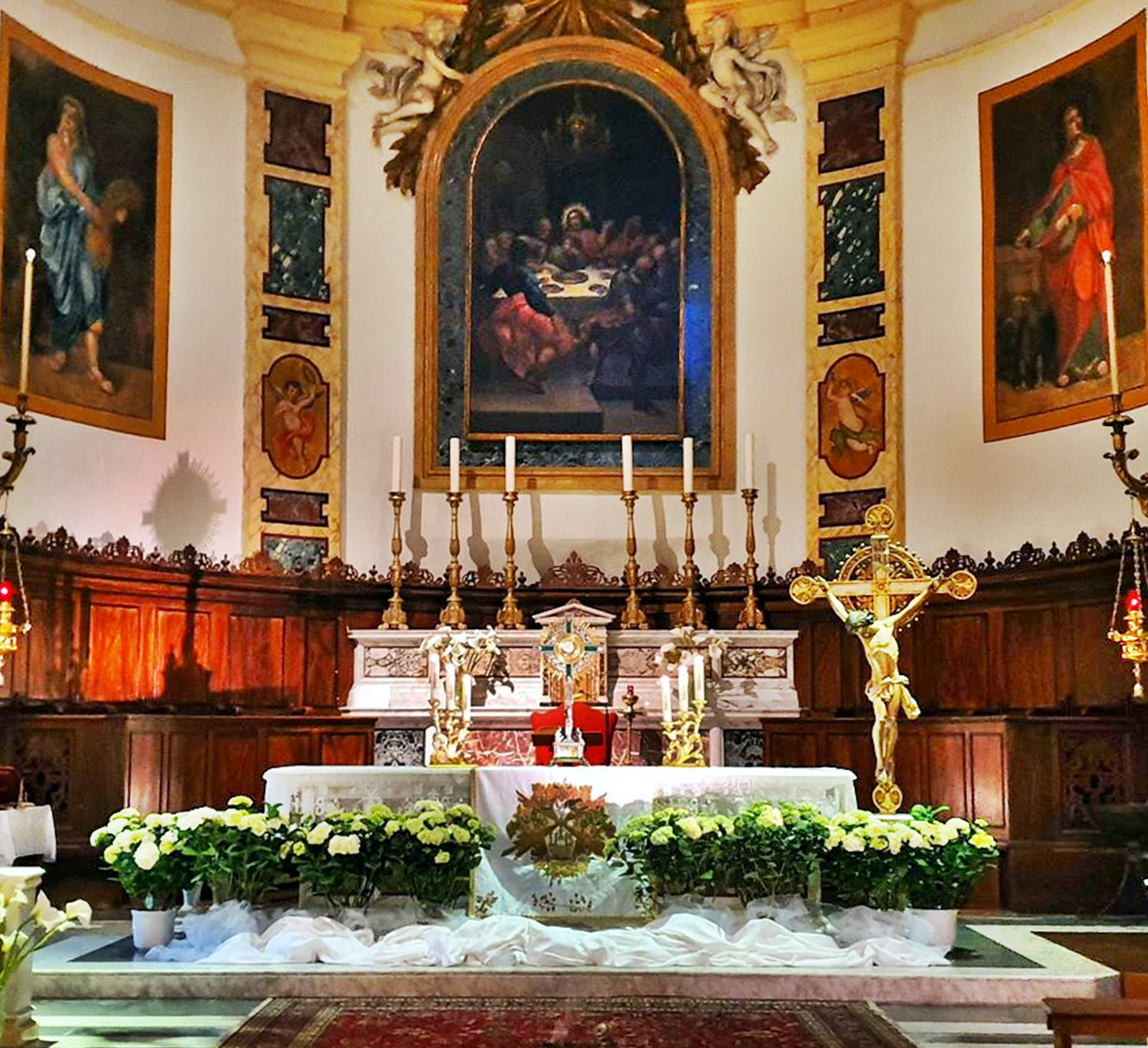
Altare della chiesa di San Benedetto martire.
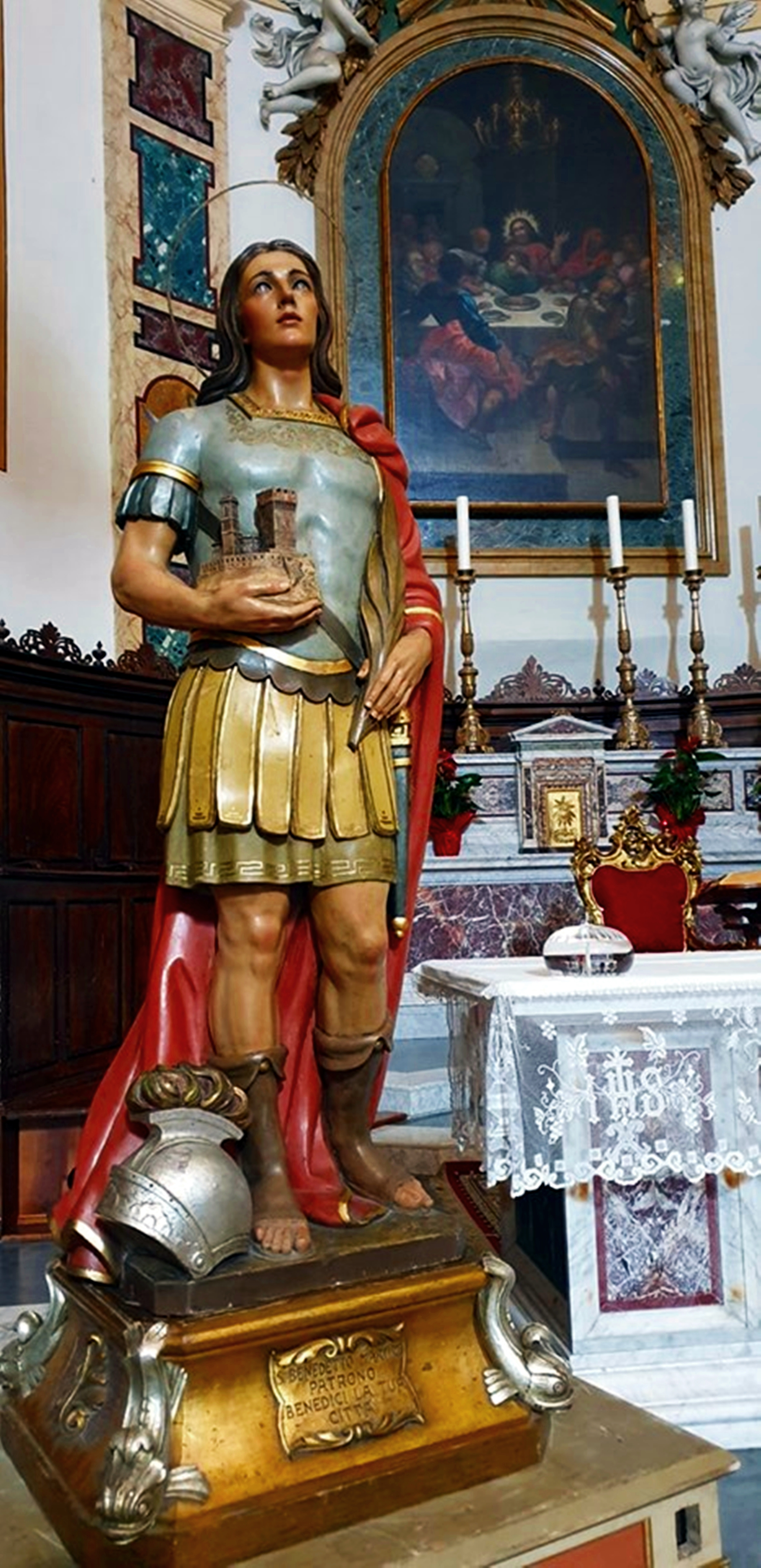
Statua del Martire San Benedetto
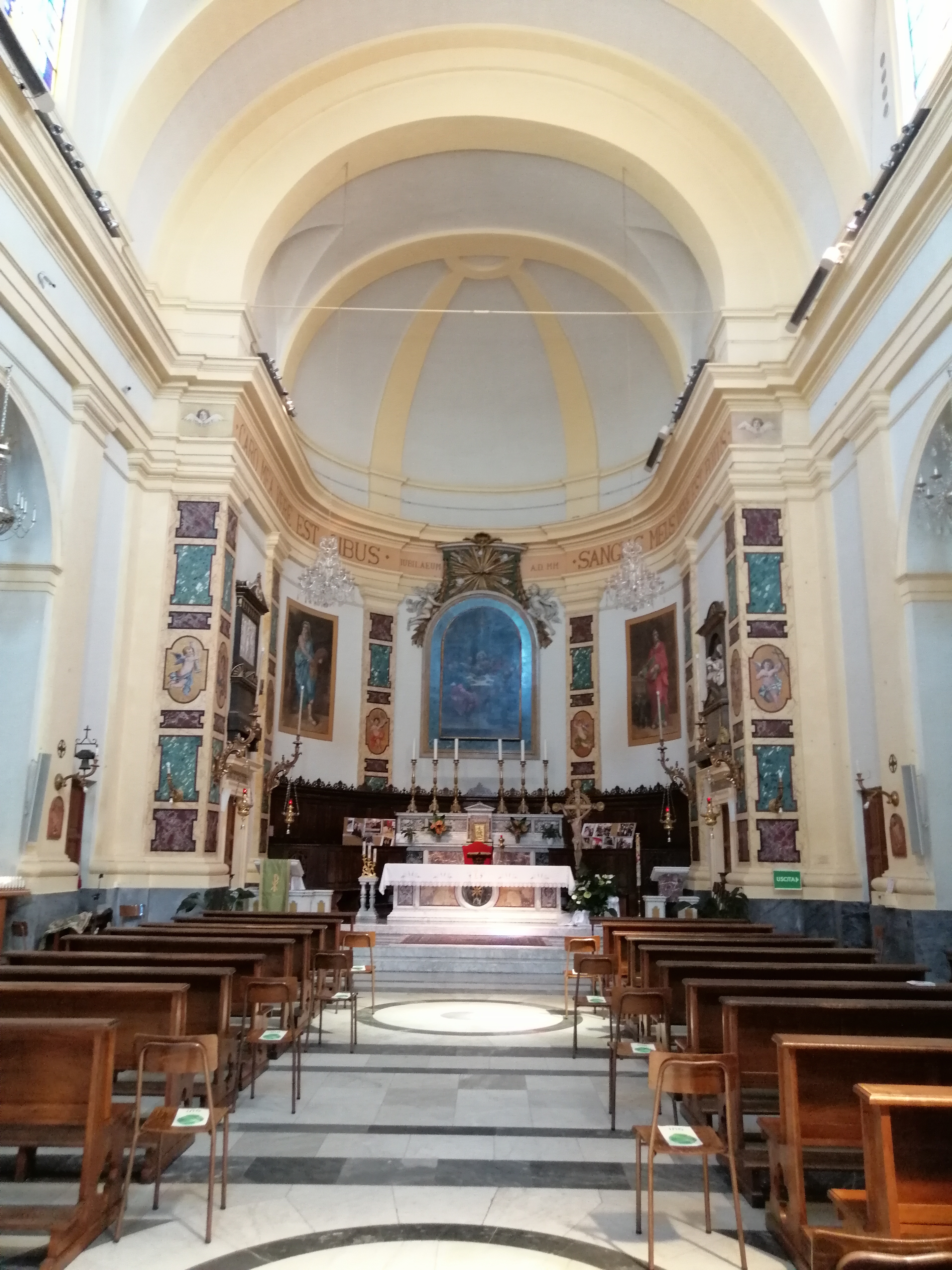
L'interno della chiesa a navata unica

- Vescovado, struttura presenta elementi liberty in un contesto medievale ed è composta da due corpi a pianta rettangolare, un avancorpo a due livelli prospettante sulla piazza e un corpo arretrato a quattro livelli che costituiscono la torretta. Oggi è sede della diocesi di San Benedetto del Tronto-Ripatransone-Montalto[28]

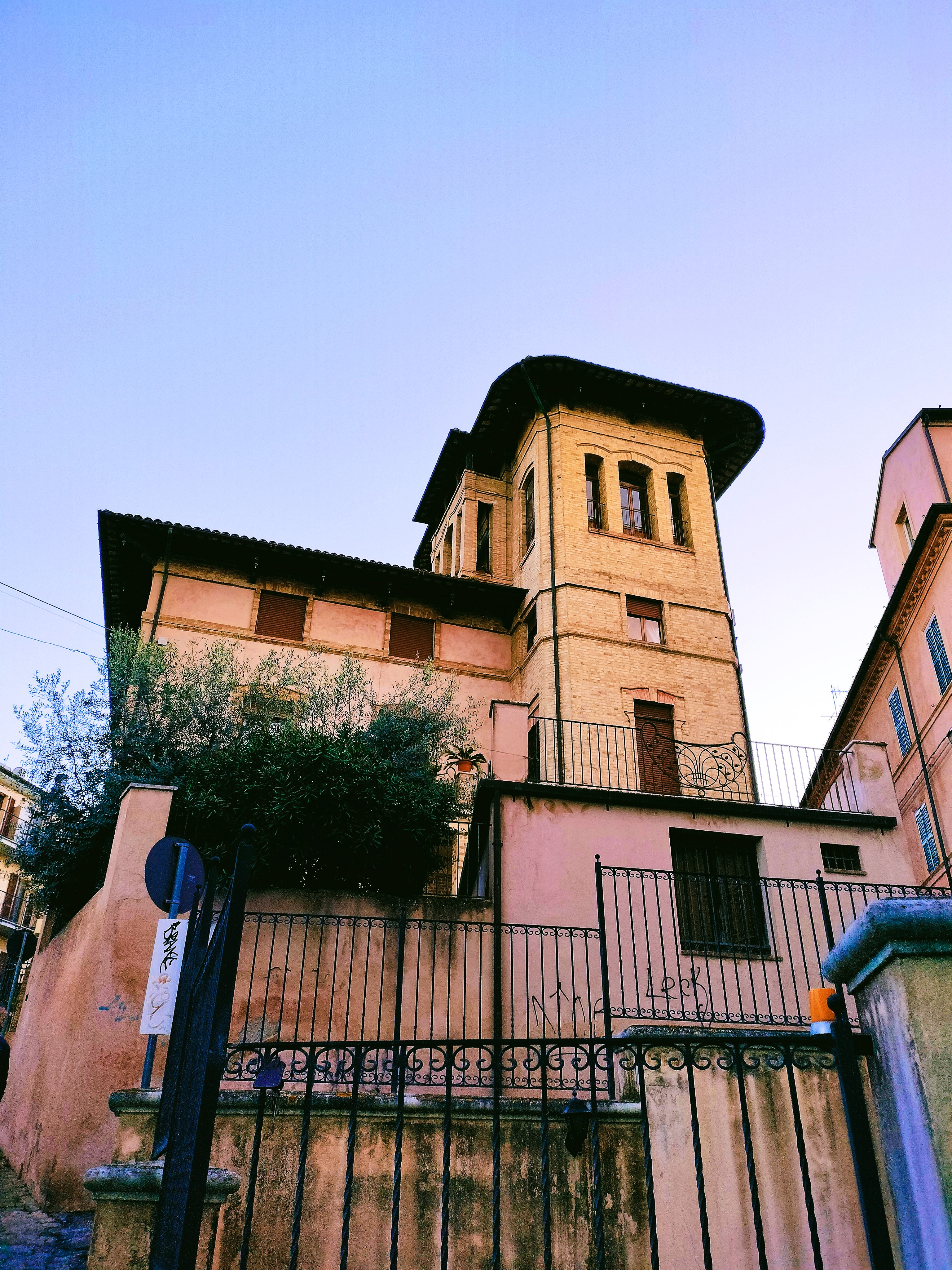
Vista laterale
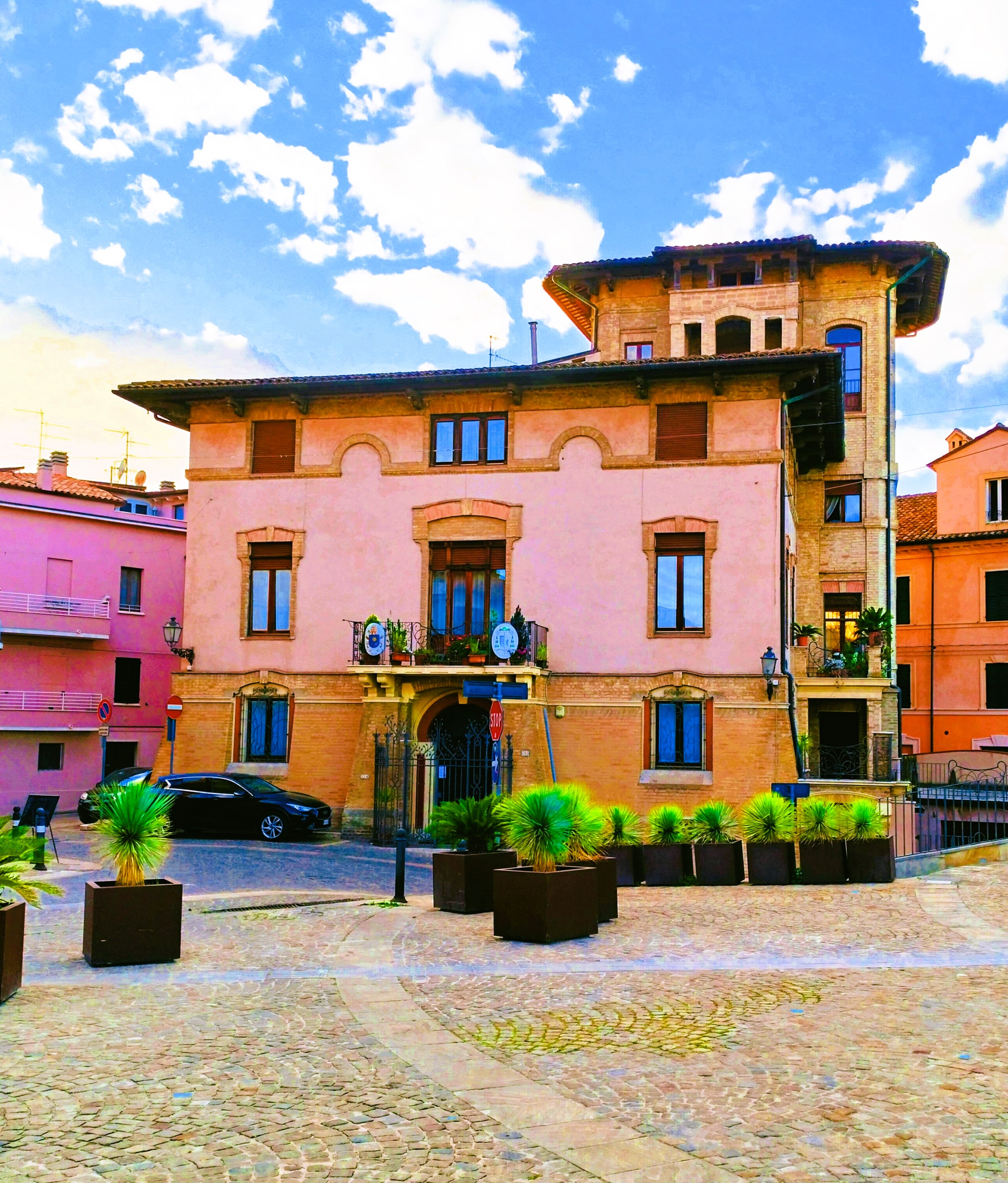
La facciata del Vescovado
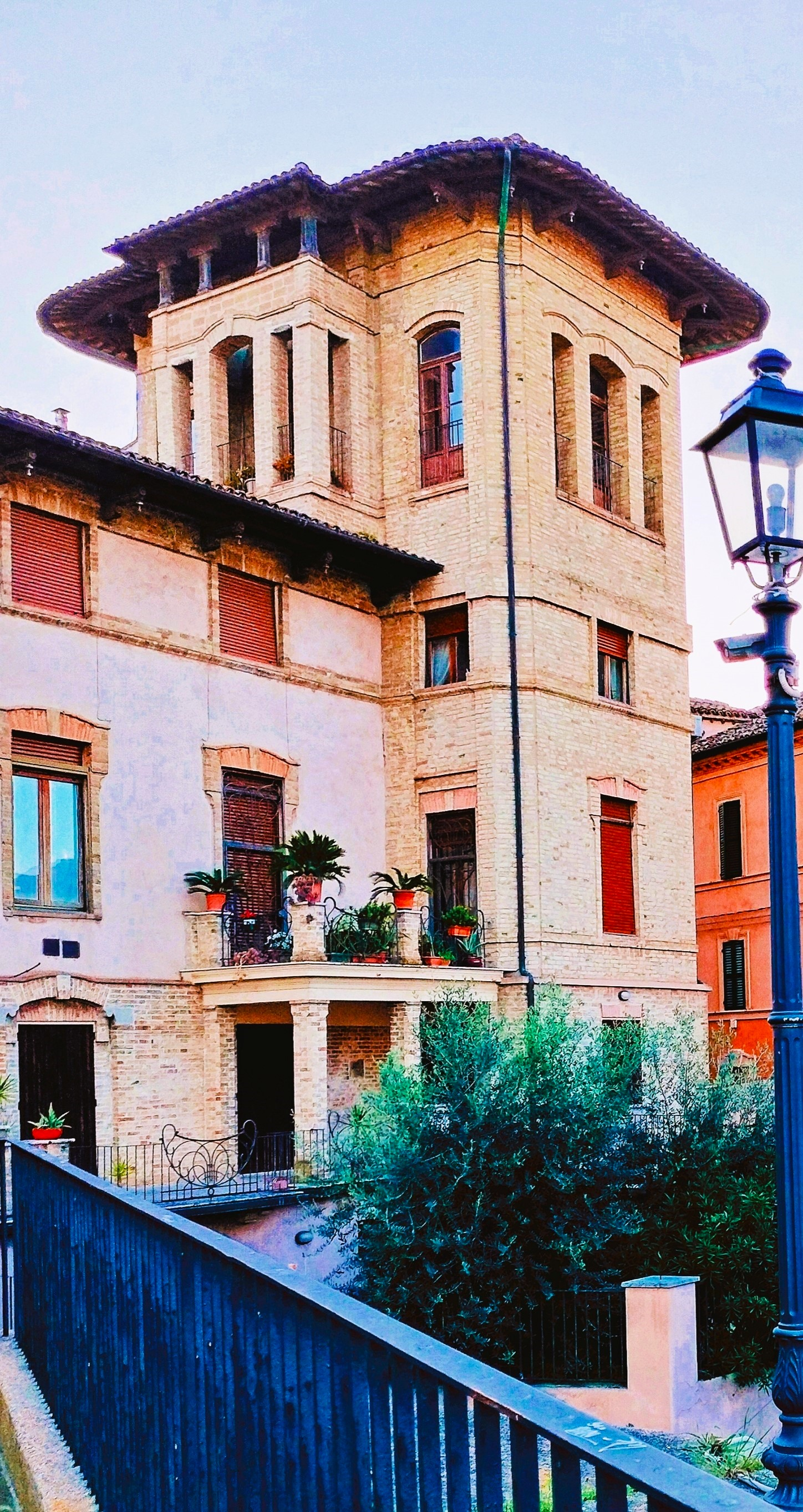
La torretta in stile Liberty

- Cimitero Monumentale, la struttura sorge all'interno del quartiere, costruito nel 1813 su progetto dell'architetto Gualtiero Piacentini, fratello di Bice Piacentini, caratteristica è l'imponente struttura in marmo bianco, dall'ingresso principale si può ammirare la chiesa-cimiteriale.[29]

### Piazze
- Piazza Bice Piacentini, dedicata alla poetessa Bice Piacentini, oggi è luogo dove si svolgono concerti e eventi culturali.[30][31]

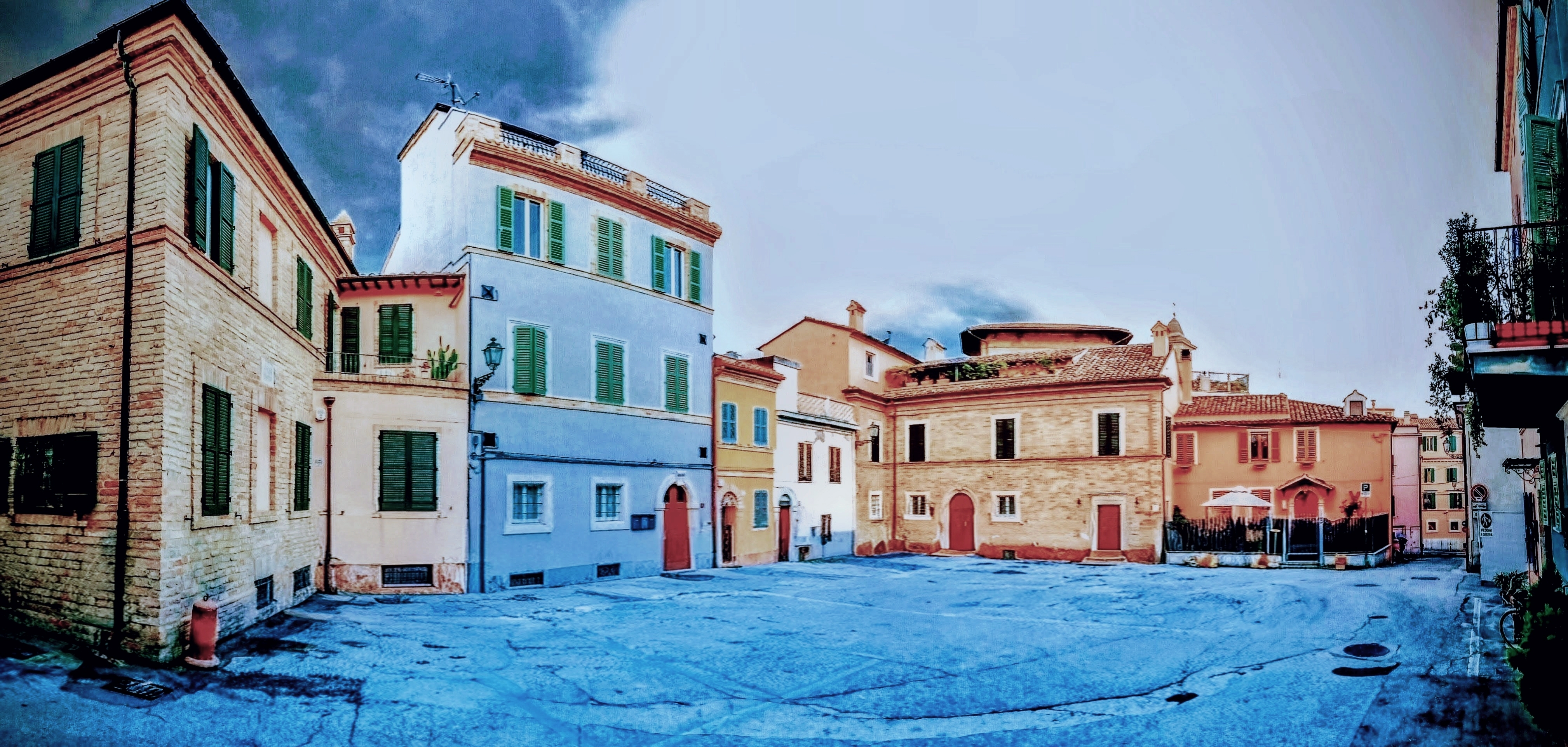
Piazza Dante Alighieri

- Piazza Dante, dedicata a Dante Alighieri, situata nelle retrovie di palazzo Anelli oggi è adibita a parcheggio di veicoli a motore.
- Piazza Giuseppe Sacconi, dedicata a Giuseppe Sacconi, sorge presso il Paese Alto di San Benedetto, dalla cui posizione si gode la vista del mare e della città.[32]

### Vie principali

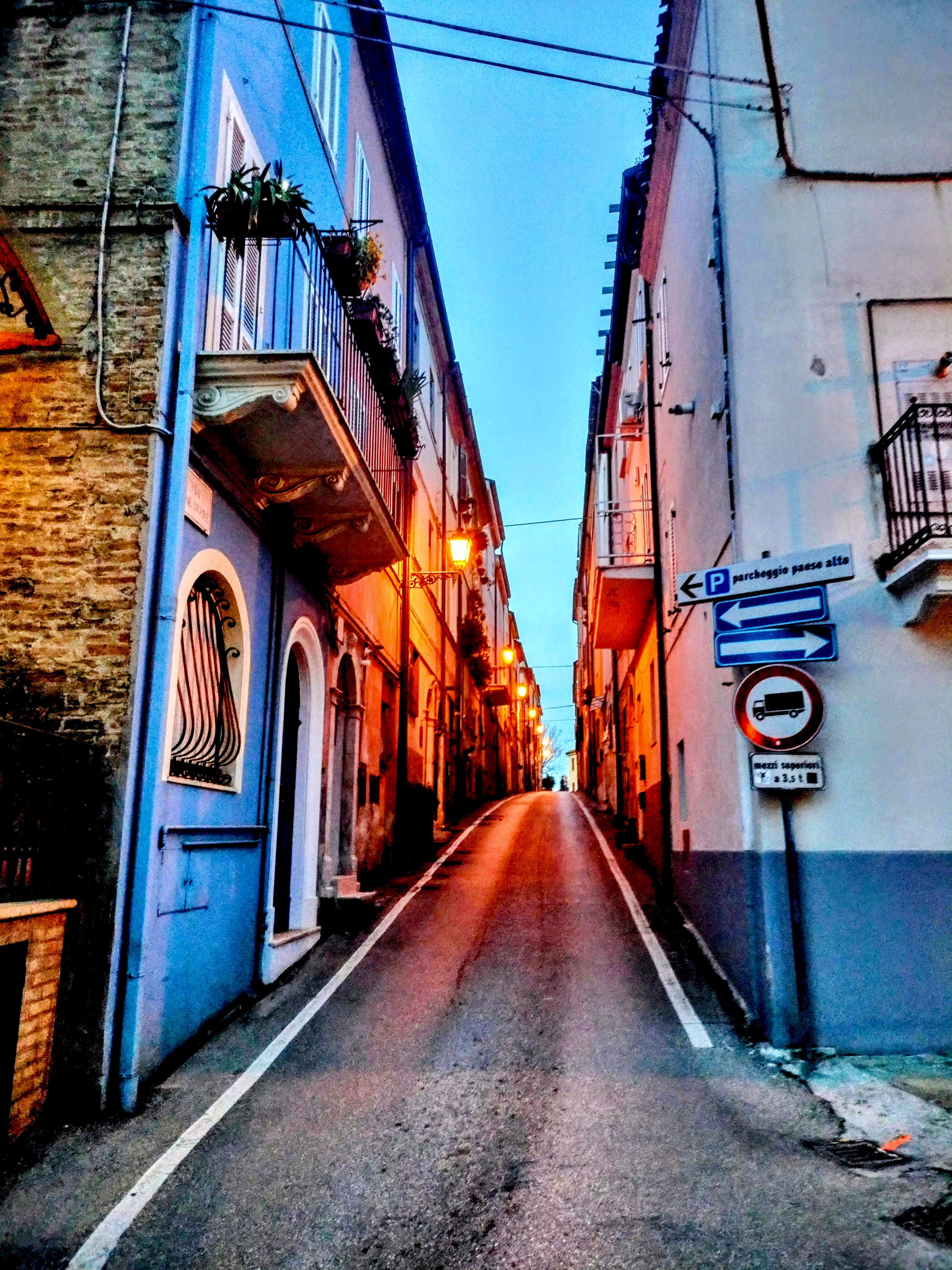
Via Case Nuove

Caratteristica del vecchio incasato sono le vie, tipiche di un borgo medievale, che si snodano all'interno del vecchio incasato tra tipiche case, includono piccoli vicoli che si aprono su piazzette.

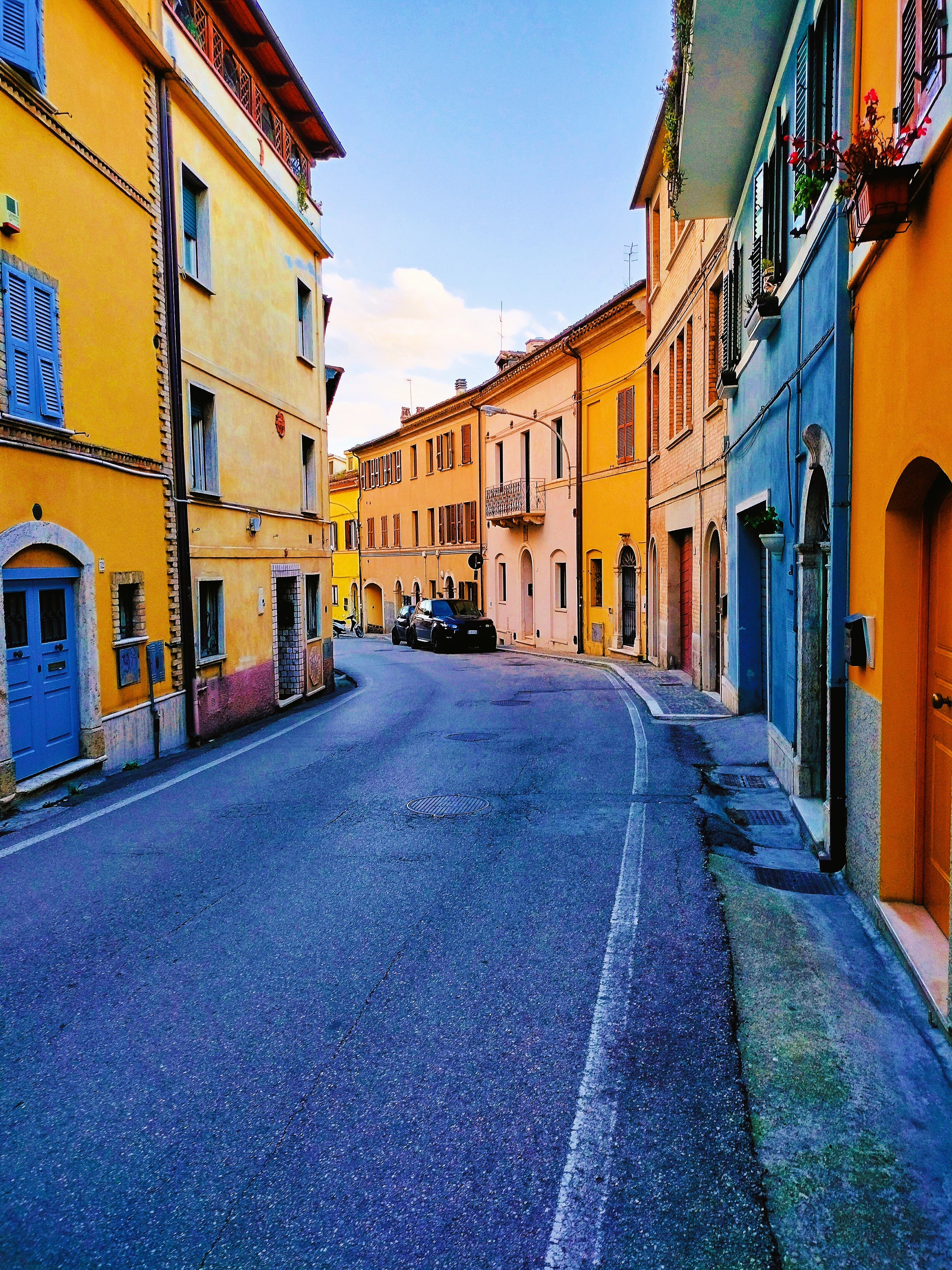
Via Elio Fileni.
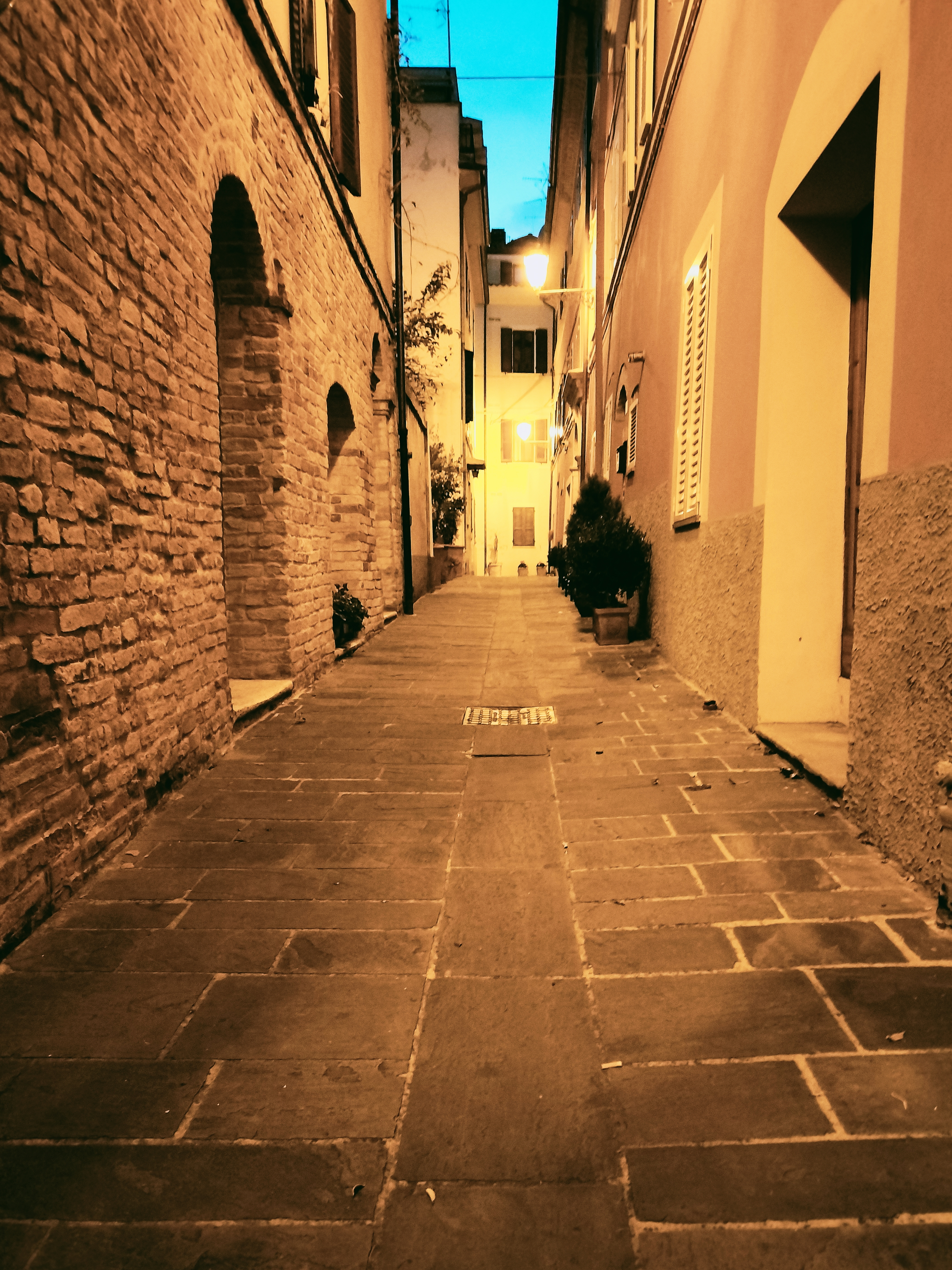
Via dei Neroni
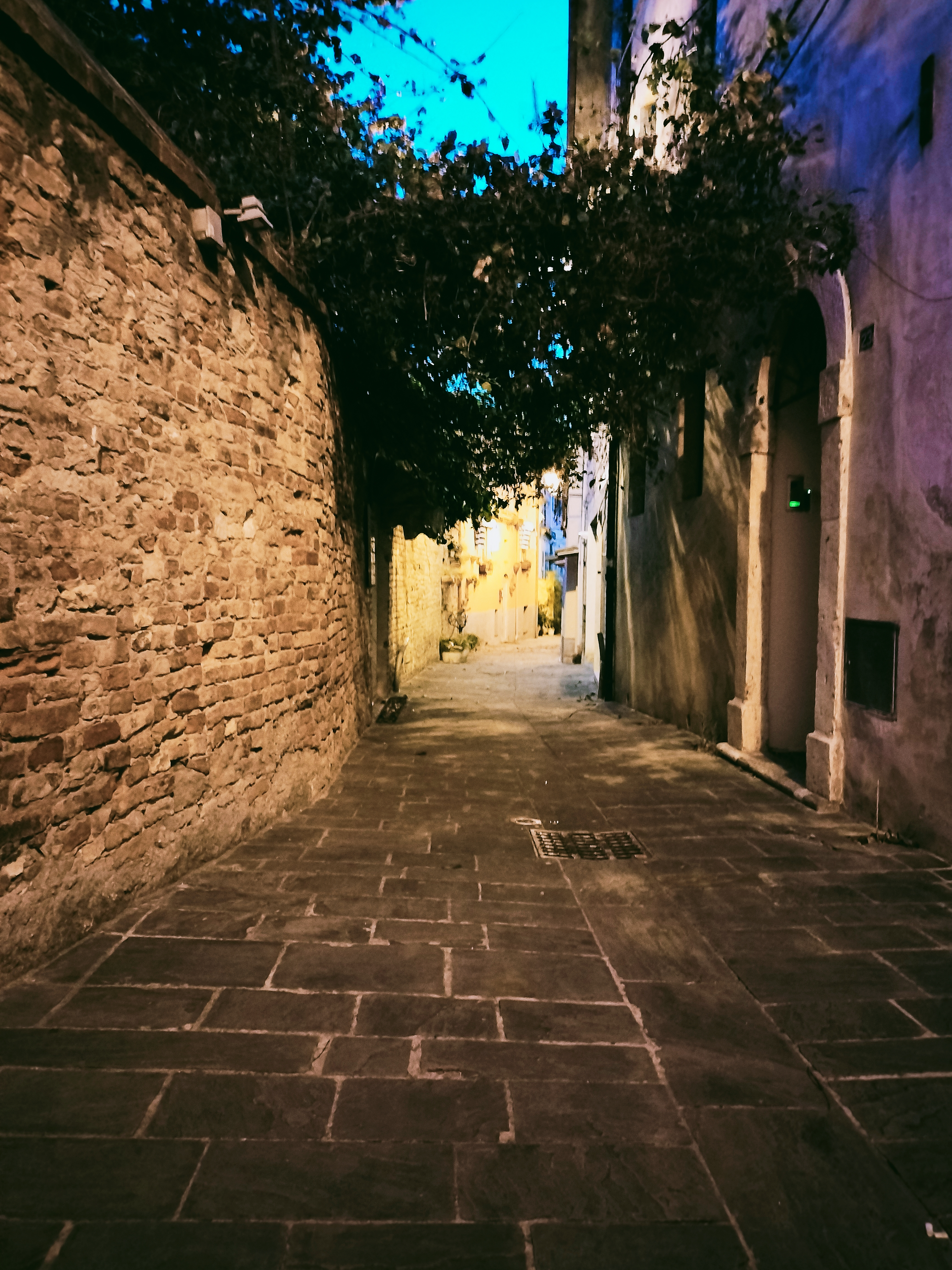
Via dei Neroni lato est
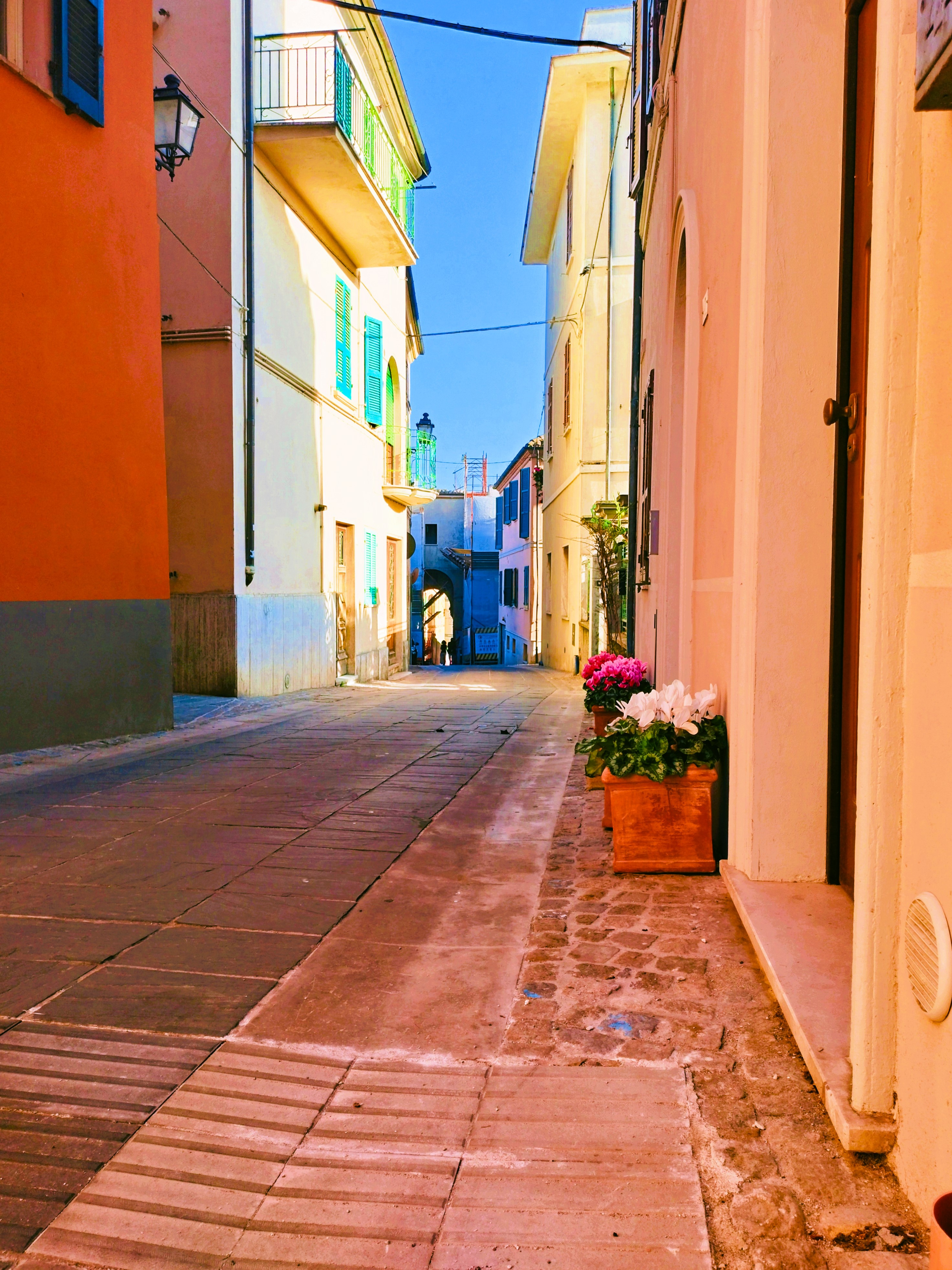
Via Gioachino Rossini

### Palazzi ed edifici storici
- Palazzo Anelli, La costruzione dell`edificio risale al febbraio del 1730, di proprietà della famiglia Anelli. Situato nei pressi della Torre dei Gualtieri, la struttura presenta elementi in Stle Liberty,[33] nel 1920 venne costruita la torretta in stile Liberty, nel 1930 fu realizzato un muro a scarpa intorno all`edificio per una altezza di circa un metro. Durante il bombardamento del 27 novembre 1943 fu fortemente danneggiato e venne demolito per una sua buona parte. Dal 1992 l`edificio fu restaurato e riattato per renderlo funzionale ad ospitare la sede vescovile.[34]
- Palazzo Piacentini, già Casa Fiorani venne fatto costruire da Giuseppe Fiorani, mastro falegname di originario di Ripatransone, fu dimora della poetessa Bice Piacentini, oggi è un luogo dedicato alla Cultura: accoglie l'Archivio Storico Comunale, la Pinacoteca del Mare, lo Studio di Bice e galleria d'arte.[35][36][37]

#### Architetture private

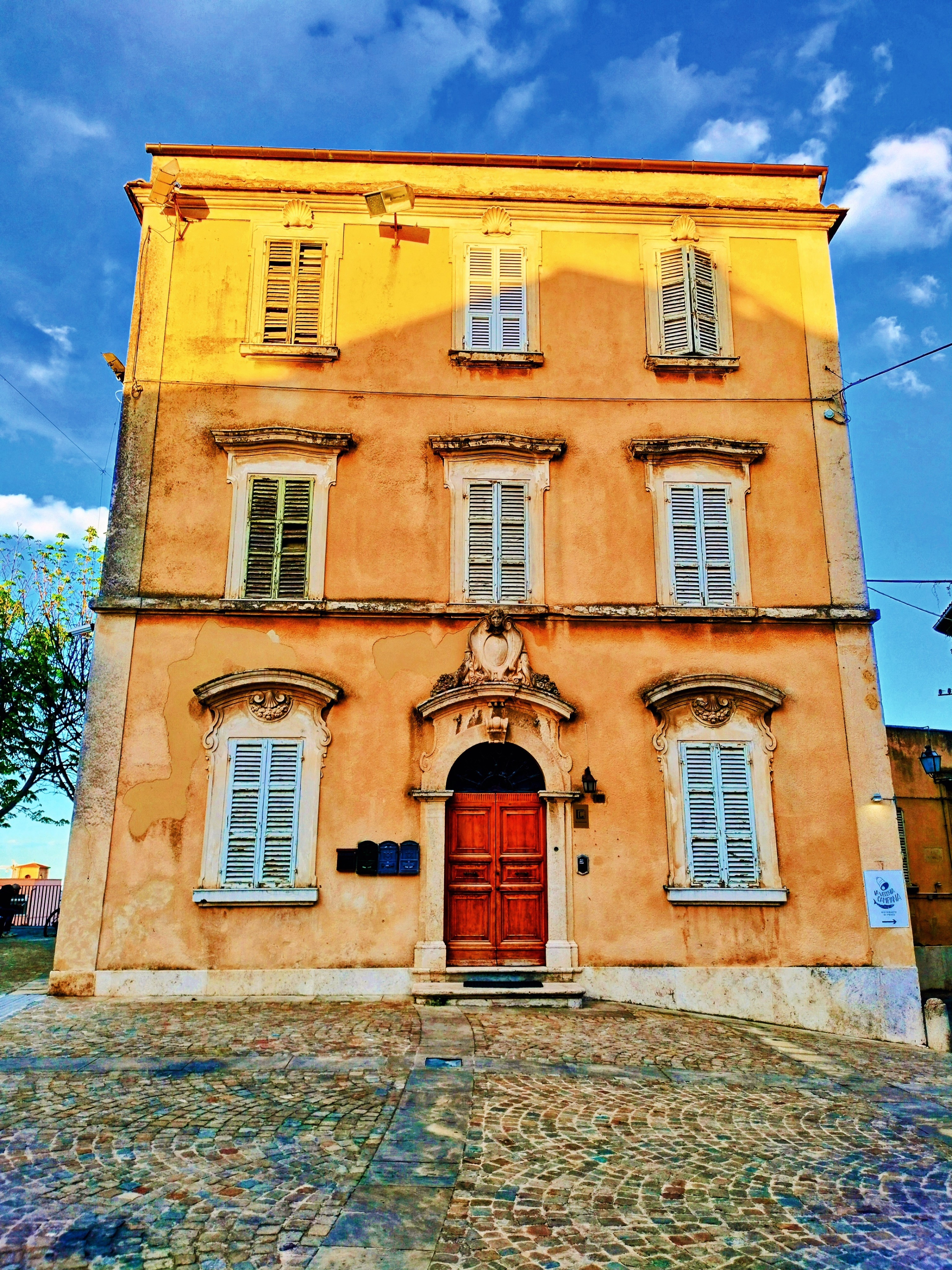
Veduta della facciata di Palazzo Husson.

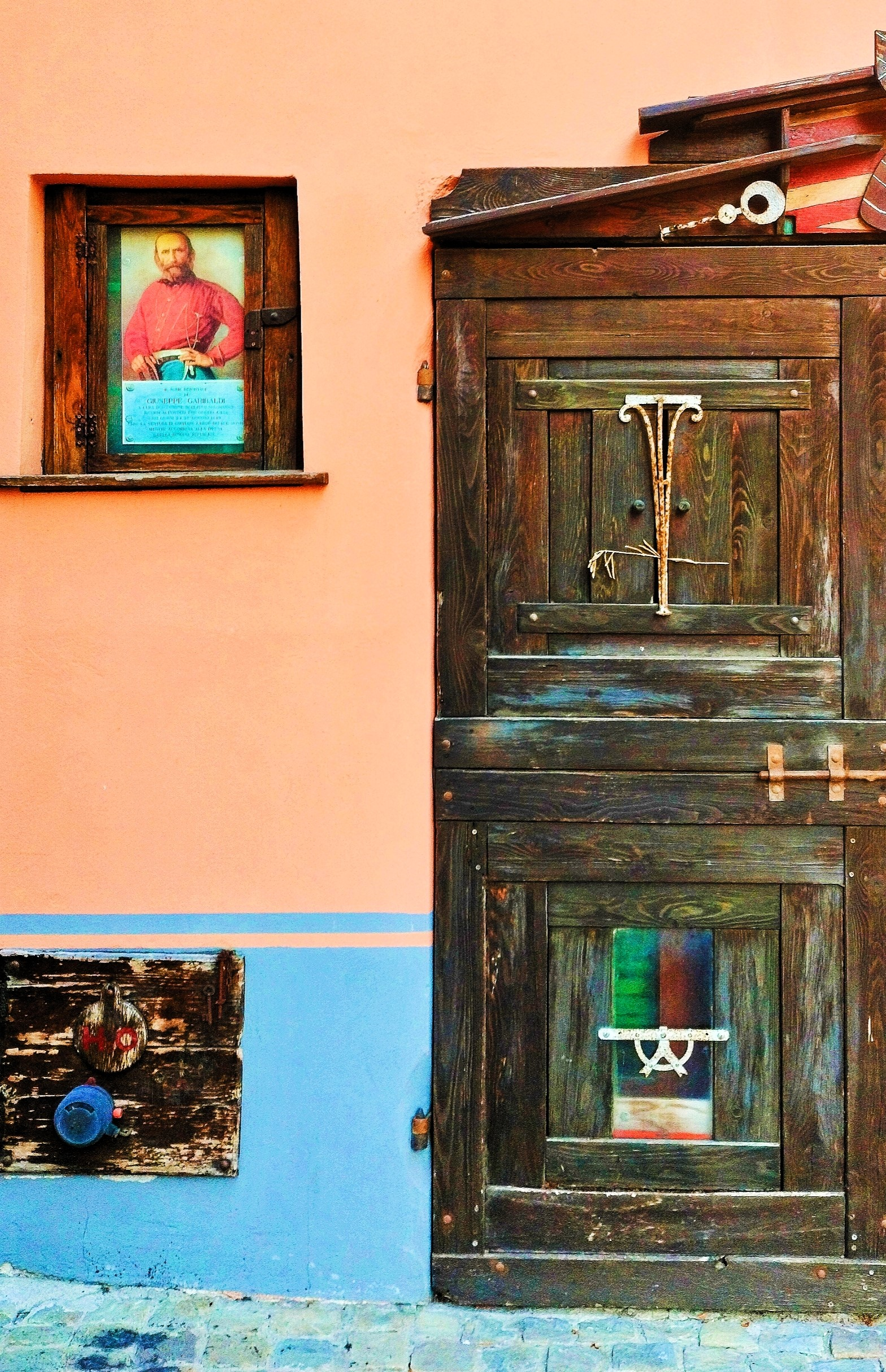
La teca dedicata a Giuseppe Garibaldi.

- Palazzo Husson, è un palazzo signorile del 1873, era di proprietà del commendatore Husson Giorgio Augusto.[38]
- Palazzo Neroni Cancelli, deve il suo nome a Giuseppe Neroni Cancelli. Il 24 gennaio 1849 Giuseppe Garibaldi, accompagnato da Nino Bixio, Gaetano Sacchi ed altri, giunse a San Benedetto del Tronto e fu, per la notte, ospite ambito di casa Neroni prima di ripartire verso Roma per la difesa della seconda Repubblica Romana.[39]

A memoria del fatto, il Comune appose nella casa Neroni la lapide:

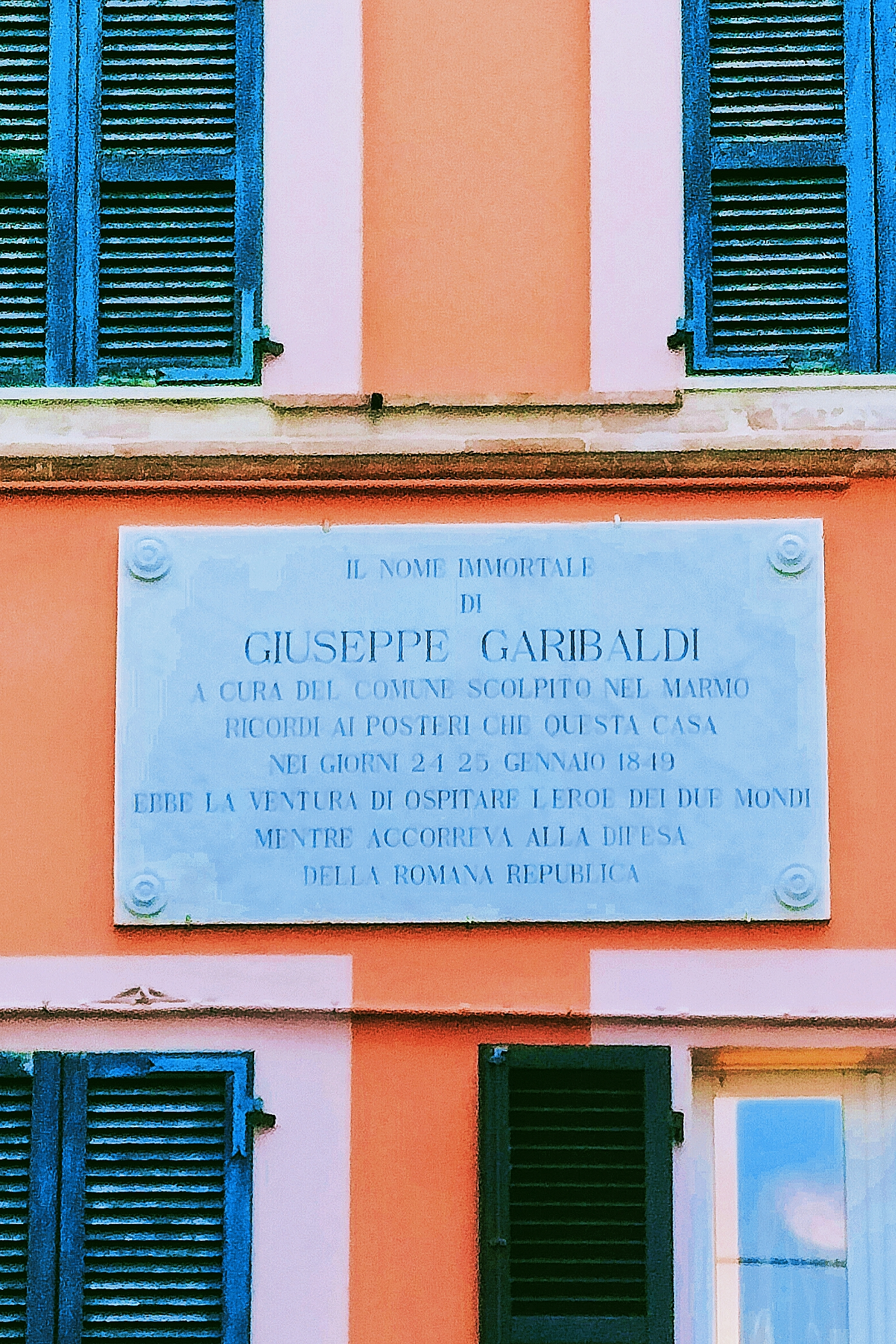
La lapide di Giuseppe Garibaldi presso palazzo Neroni.

EBBE LA VENTURA DI OSPITARE L'EROE DEI DUE MONDI MENTRE ACCORREVA ALLA DIFESA DELLA REPUBBLICA ROMANA»
(dalla lapide marmorea su Palazzo Neroni Cancelli di San Benedetto del Tronto)
- Villa Guidi, costruita nella seconda metà del 1700; di particolare interesse il giardino della villa del Marchese Guidi. I Guidi, dopo aver acquistato varie casupole circostanti, le fecero demolire per risanare ed abbellire le zone laterali del palazzo e formare un elegante giardino. Fecero altresì chiudere la via Firenze, nei pressi della Porta da Mare, che passava proprio davanti alla loro villa [40]
- Villa Mancini Guidi, situata a nord del vecchio incasato. Il particolare architettonico di rilievo è l'ingresso monumentale del XIX secolo, oggi conosciuto come "la salita dei leoni", per la presenza all'ingresso di due sculture che rappresentano due leoni.[41]

### Porte
- Porta da mare, già "Porta Marina" o "Porta Vecchia", deve il suo nome al passaggio che collegava l'antico borgo con la zona marittima, collocata nel punto in cui l'antica via del Castello si congiunge con via del Consolato, presenta un arco a tutto sesto di fattura cinquecentesca, posteriore al tratto di muro in cui è stato ricavato. Accanto sul lato destro dell'arco, si trova Palazzo Piacentini, dimora della poetessa dialettale Bice Piacentini.
- Porta antica, sorge non distante da Piazza Dante, di piccole dimensioni, in antichità era un importante accesso fra l'antico borgo del Paese Alto verso il nord.[42]

### Fontana
- La Fontana settecentesca, incassata nei resti delle mura castellane, vi è una fontana risalente al XVIII secolo, completamente in laterizio, presenta a due pilastri modanati, sormontati da una piccola volta a botte. Situata fra via del Consolato e via Elio Fileni, nel borgo mediavale del Paese Alto.

### Musei
- Museo della Civiltà Marinara delle Marche, il Museo della Civiltà Marinara delle Marche è parte del polo museale ”Museo del Mare”.[43]
- Pinacoteca del Mare, inaugurata nel 2009 presso Palazzo Bice Piacentini, parte integrante del polo museale tematico dedicato al mare, ospita opere (dipinti e fotografie) di vari artisti fra cui Adolfo De Carolis e Angelo Landi.[36][44][45]
- Casa del vento, edificio del XVII secolo di proprietà dello scultore Marcello Sgattoni, presenta un doppio affaccio: uno in via del Consolato e l’altro su Piazza Bice Piacentini. È un piccolo atelier d'arte e ospita le opere dello stesso scultore.[46][47][48]

### Parchi
- Parco Saffi, è un parco pubblico si estende al limite esterno del nucleo centrale del vecchio borgo in via Aurelio Saffi (da cui il nome), nei pressi del Teatro Concordia, e poco distante dalla Torre dei Gualtieri. Il parco è utilizzato per manifestazioni sportive e culturali.[49]

### Sito archeologico
- Villa Marittima, situata in Piazza Giuseppe Sacconi vi sono resti di una villa marittima di epoca romana del I secolo a.C..[50][51][21][52]Gli scavi hanno portato in luce porzioni pavimenti a mosaico e alcune strutture murarie dagli intonaci colorati, ma anche pavimenti rustici e vasche di lavorazione del garum, affreschi parietali di colore rosso tipici della fase decorativa romana risalente all'età neroniana o flavia, appunto databili fra la prima metà del I secolo a.C. e la prima metà del I secolo d.C..[53]

## Istruzione
- Scuola Primaria "Armando Marchegiani", intitolata al pittore sambenedettese Armando Marchegiani.[54][55]

## Eventi

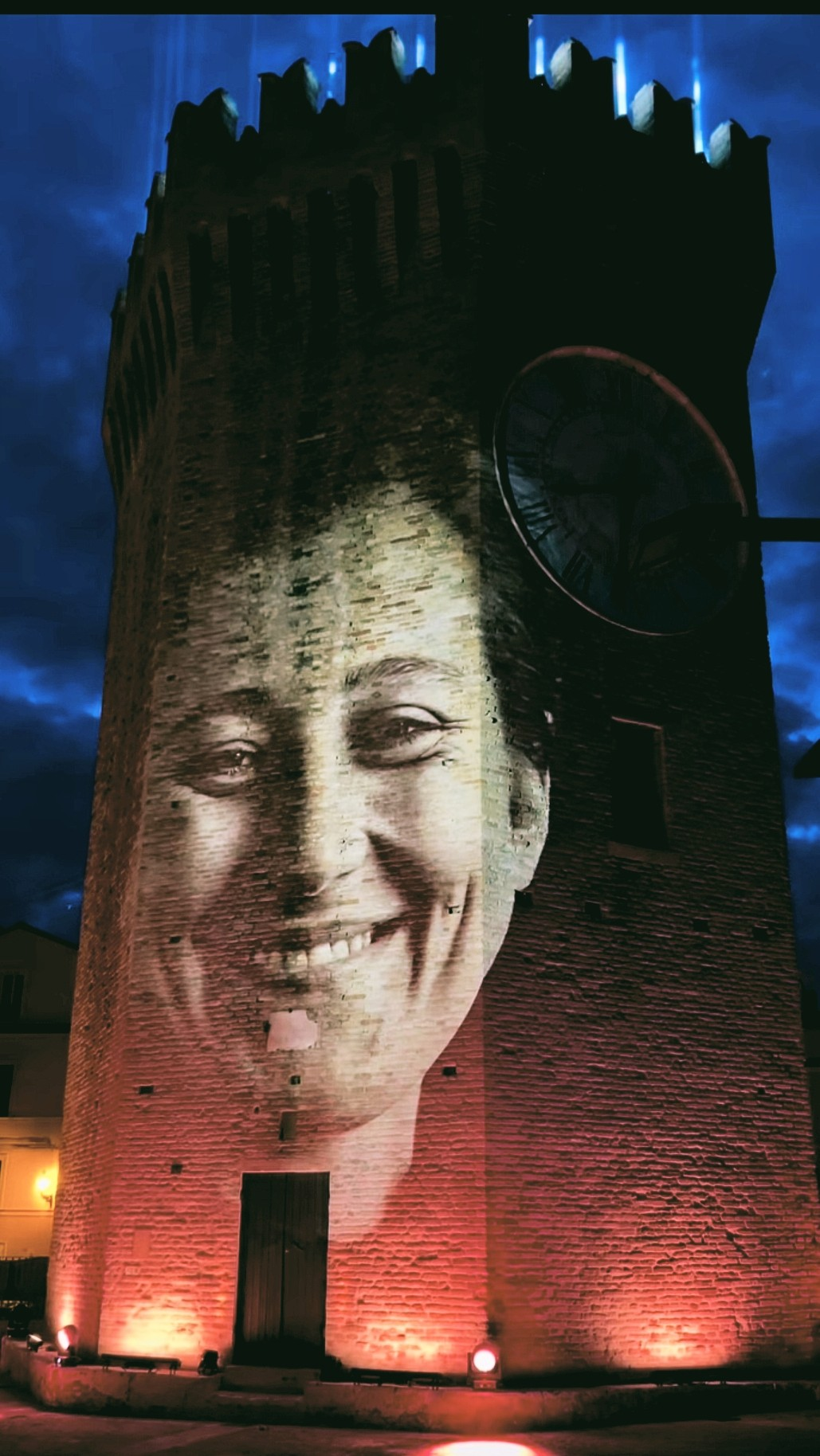
Immagine proiettata sulla facciata sud della Torre dei Gualtieri

- Aprile —  Maris, un'installazione audio, luci e visual.[56]
- Luglio - Agosto — "Nel cuore, nell’anima. Ritratti d’autore in musica e parole", rassegna di concerti musica d'autore.[57][58][59][60]
  - "Vintage Village", è un festival musicale (Swing, Rockabilly e Rhythm and blues per citarne alcuni) e culturale anni 50. Si svolge ogni anno dal 2017 presso il vecchio incasato del paese alto principalemnte fra  piazza Bice Piacentini e piazza Giuseppe Sacconi.[61][62][63]
- Agosto - Settembre  — "Versi di fine estate" è una rassegna culturale.[64][65]
- Ottobre  — "Festa del patrono" per molti anni è stata organizzata ogni ultimo sabato di maggio, ma dal 2008 si è tornati a celebrarla nella data di origine, il 13 ottobre, giorno esatto a cui si fa risalire nell'anno 304, il martirio del soldato romano San Benedetto Martire.[66][67]
- Dicembre  — "Natale al Borgo" è una rievocazione storica di scene di vita marinara in vernacolo sambenedettese che si svolge ogni anno all'interno del paese alto.[68][69]

## Sport
- F.C. Torrione Calcio, è una squadra di calcio dilettantistica fondata nel 1919.[70]

### Impianti sportivi
- Campo Sportivo "La Rocca", ubicato nel medesimo quartiere, ospita le gare del Torrione Calcio.